# Капел лез Еден
Капел лез Еден (фр. Capelle-lès-Hesdin) насеље је и општина у североисточној Француској у региону Север-Па д Кале, у департману Па де Кале која припада префектури Montreuil.
По подацима из 2011. године у општини је живело 457 становника, а густина насељености је износила 82,19 становника/km². Општина се простире на површини од 5,56 km². Налази се на средњој надморској висини од 102 метара (максималној 131 m, а минималној 65 m).

## Демографија
| 1962. | 1968. | 1975. | 1982. | 1990. | 1999. | 2011. |
| ----- | ----- | ----- | ----- | ----- | ----- | ----- |
| 300   | 307   | 317   | 339   | 367   | 407   | 457   |

График промене броја становника у току последњих година